# Marisol Ribeiro
Marisol Ribeiro Ferreira (São Paulo, 19 de julho de 1984) é uma atriz e dubladora brasileira.

## Biografia
Filha da atriz Maria Ferreira e do jornalista Gilberto Ribeiro, por muitos anos morou em Taubaté, interior de São Paulo. Em 1999 mudou-se para a capital buscando o sonho de se tornar atriz.

## Carreira

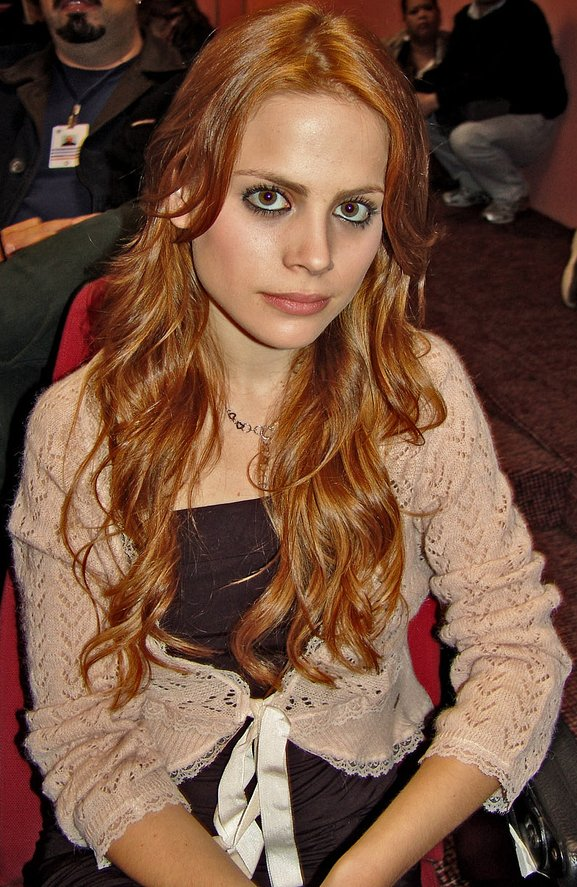
Marisol Ribeiro em 2006.

Participou de muitos comerciais de TV, algumas peças e telenovelas. Em 2001 integrou o elenco de Disney Cruj no SBT; logo em seguida participou de Marisol, na mesma emissora, e no mesmo ano (2002) também fez Malhação na Rede Globo, interpretando Tininha. Marisol também trabalhou como dubladora de filmes e desenhos em diversos estúdios em São Paulo, após fazer um curso de dublagem no estúdio Álamo em 2000, tendo como um sucesso, a personagem Meilin em Sakura Card Captors. Ela também dublou Hamburgermon em Digimon Frontier, Shion em Zatch Bell!, e participou de Kirby. Em 2003, Marisol foi selecionada para atuar na versão brasileira de Rebelde Way. A produção seria diferente da história original que se chamaria no Brasil de Os Rebeldes. Marisol iria interpretar Gaia Spirito. Depois da versão ser desaprovada pelo staff da produtora Cris Morena Group, Marisol realizou um novo teste desta vez para ser Mariana Colucci, personagem da versão original chamada Mia Colucci, uma garota mimada e linda que terá sair do seu castelo de cristal para enfrentar o verdadeiro mundo real.
A telenovela que seria exibida pelo SBT, foi deixada de lado e a produção parou no meio do caminho. Na época Marisol faria parte da banda musical da telenovela e já teria gravado algumas músicas e gravado três episódios que hoje estão nos arquivos da emissora de Silvio Santos. Mudou-se para a Argentina em 2004, onde foi estudar cinema; teria permanecido lá por seis meses, período durante o qual trabalhou como bartender. Em 2005, interpretou a personagem Kerry na novela América , da Rede Globo. Em 2006, participou da novela Cristal , no SBT onde interpretou a vilã Marión. Em 2007, retornou a Rede Globo em Sete Pecados interpretando a doce Eliete. Em 2008, participou da novela Água na Boca na Rede Bandeirantes, onde interpretou mais uma vilã, a invejosa Érika. Participou de Morde e Assopra na Rede Globo, interpretando a secretária Melissa, moça religiosa que tem conflitos internos por se apaixonar pelo padre da cidade. Em 2014 é protagonista do filme Apnéia, interpretando uma patricinha que sofre de transtornos do sono. Em 2015 interpreta Carolina na série o Hipnotizador da HBO, em uma produção Uruguaia, Brasileira. Em 2016 em uma participação que ganhou destaque como Angela no filme Entre Idas e Vindas.

## Filmografia

### Televisão
| Ano     | Trabalho           | Personagem                  | Notas                                                         |
| ------- | ------------------ | --------------------------- | ------------------------------------------------------------- |
| 2001–02 | Disney CRUJ        | Maya da Silva               |                                                               |
| 2002    | Marisol            | Alessandra Figueiredo       |                                                               |
| 2002    | Malhação           | Tininha                     | Episódio: "2 de dezembro"                                     |
| 2005    | América            | Kerry Villa Nova            |                                                               |
| 2006    | Cristal            | Marión Bandeira de Carvalho |                                                               |
| 2007    | Sete Pecados       | Eliete Gasparini            |                                                               |
| 2008    | Água na Boca       | Érika Fagundes              |                                                               |
| 2011    | Morde & Assopra    | Melissa Gusmão              |                                                               |
| 2013    | Contos do Edgar    | Amiga de Cecília            | Episódio: "Cecília"                                           |
| 2014–15 | Meus Dias de Rock  | Martha                      |                                                               |
| 2015    | O Hipnotizador     | Carolina                    | Episódio: "A Fita Amarela" Episódio: "O Colecionador de Dias" |
| 2016    | Os Dez Mandamentos | Acsa                        | Episódios: "2–4 de julho"                                     |
| 2016    | A Terra Prometida  | Acsa                        |                                                               |
| 2017    | Prata da Casa      | Sabrina                     | Episódio: "In Cannabis Veritas"                               |

### Filmes
| Ano  | Trabalho                    | Personagem      | Notas          |
| ---- | --------------------------- | --------------- | -------------- |
| 2009 | Areia do Tempo              | Madalena        | Curta-metragem |
| 2010 | Azul Marinho Preto e Branco | Mika            | Curta-metragem |
| 2010 | Inversão                    | Juliana         |                |
| 2011 | VIPs                        | Lica            |                |
| 2011 | Família Vende Tudo          | Lindinha        |                |
| 2012 | Entre Nós                   | Enfermeira      | Curta-metragem |
| 2013 | O Lado de Fora              | Leelo           | Curta-metragem |
| 2014 | Apneia                      | Chris           |                |
| 2014 | Obra                        |                 |                |
| 2015 | Até que a Casa Caia         | Leila           |                |
| 2016 | Entre Idas e Vindas         | Angela Kossadzc |                |
| 2016 | Malícia                     | Camila          |                |
| 2017 | Cromossomo 21               |                 |                |

## Teatro
| Ano  | Trabalho                                     | Personagem        |
| ---- | -------------------------------------------- | ----------------- |
| 1999 | O Despertar da Primavera                     | Wendla            |
| 2006 | Ariela fora do Mar                           | Ariela            |
| 2011 | A Megera Domada                              | Catarina          |
| 2012 | Música para Cortar os Pulsos                 | Isabela           |
| 2012 | Mulheres Alteradas                           | Alice             |
| 2014 | No Quarto ao Lado – O Espetáculo do Vibrador | Catherine Givings |

## Dublagem
| Trabalho                    | Personagem       |
| --------------------------- | ---------------- |
| Sakura Card Captor          | Mei Ling         |
| Kirby                       | Tiff             |
| Inspetor Bugiganga          | Penny            |
| Planet Survival             | Luna             |
| Zoey 101                    | Lola Martinez    |
| Zatch Bell!                 | Shion            |
| Sunny Entre Estrelas        | Tawni Hart       |
| Timothy Vai à Escola        | Grace            |
| Digimon Frontier            | Hamburgermon     |
| Hey Arnold!                 | Rhonda           |
| Jogos Transformando o Mundo | Tiffany Thornton |
| Sem Sentido!                | Tawni Hart       |